# جيجو

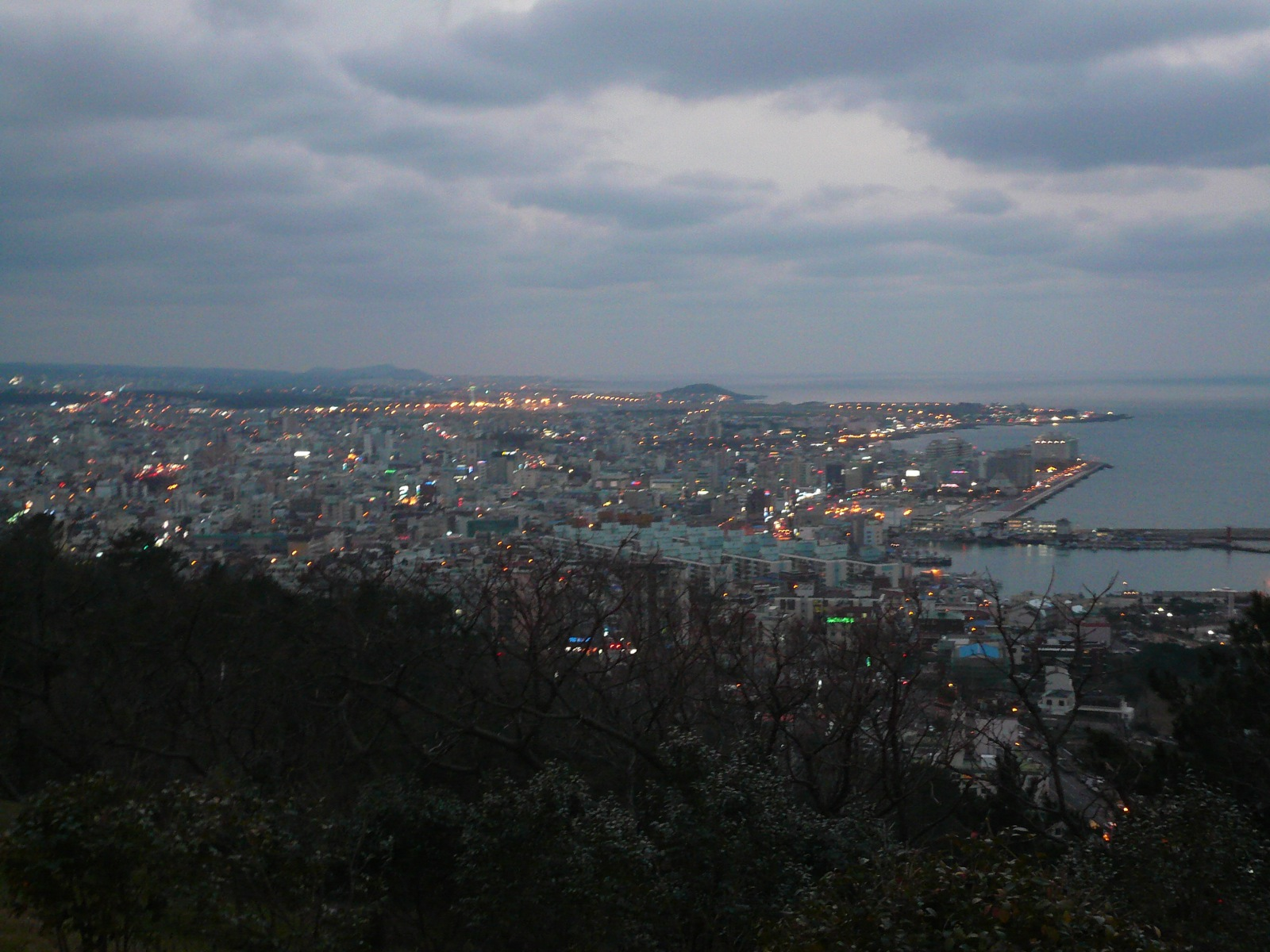
منظر عام لمدينة جيجو.

مدينة جيجو هي عاصمة مقاطعة جيجو في كوريا الجنوبية وأكبر المدن على جزيرة جيجو. يخدم المدينة مطار جيجو الدولي. تشتهر المدينة على أنها منتجع سياحي وتضم عددا من الكازينوهات. تستقبل مدينة جيجو ما يقارب 4 ملايين سائح سنويا معظمهم من البر الكوري، اليابان، والصين.

## تاريخ
تقول الأساطير بأن أصل السكان في جزيرة جيجو يعود إلى سامسونغهيول والتي هي عبارة عن ثلاث حفر خرج منها أجداد سكان جزيرة جيجو، ومكان هذه الحفر الثلاث تقع في مدينة جيجو. نمت المدينة بشكل ملحوظ في أواخر القرن العشرين، حيث طورت مدينة جيجو الجديدة (شين جيجو) على سفح التلة جنوب مطار جيجو الدولي، وبني العديد من مباني الحكومة والمباني الحديثة.

## التقسيمات الإدارية
تقسم جيجو إلى 19 حي سكني، 4 بلدات، و3 بلديات.

## المواصلات
مدينة جيجو هي المدينة الرئيسية في محافظة جيجو، ويخدمها مطار جيجو الدولي الذي يربطها مع البر الكوري ومع مطارات دولية ومحلية في الصين واليابان ودول أخرى. كما يعبر المدينة شبكة من الطرقات تربطها بأطراف الجزيرة الأخرى عبر الحافلات أو سيارات التاكسي.

## الاقتصاد
يعتمد اقتصاد مدينة جيجو بشكل رئيسي على السياحة، حيث يصل معظم السياح عبر مطار جيجو للإقامة في فنادق جيجو والتجوال على المعالم السياحية في الجزيرة، ومن أشهرها حفر سامسونغ-هيول في المدينة القديمة وحديقة هالاسان الوطنية، وأعلى جبل في كوريا هالاسان.

## توأمة
لجيجو اتفاقيات توأمة مع كل من:
- سانتا روسا
- غويلين
- يانغتشو (2000 - )[7]
- كونشان [الإنجليزية]‏
- لايتشو [الإنجليزية]‏
- هونتشون
- روان
- براوباخ
- أراكاوا
- بيبو
- ساندا
- واكاياما

## أعلام
- فريتز إتش داستين
- جونغ سونغ ريونغ
- أوه جانغ أون
- جي دونغ وون
- تشانغ وو ريم
- هارولد ويليام هنري
- شيم يونغ سونغ

## وصلات خارجية
- الموقع الرسمي لمدينة جيجو